# 龍興寺 (朝鮮)
龍興寺是一座位於朝鲜的咸鏡南道榮光郡鳳興里白雲山城裡的佛教寺廟，已经被列为朝鲜民主主义人民共和国国宝，编号115。龙兴寺始建於公元1048年，在公元1792年發生火災不幸被焚毀，在公元1794年被重建。現存建築物有大雄殿、香炉殿，无量寿阁、山神阁和云霞楼。